# Балакиревское сельское поселение
Балакиревское сельское поселение — упразднённое муниципальное образование в составе Дорогобужского района Смоленской области России.
Административный центр — деревня Быково.
Образовано Законом Смоленской области от 20 декабря 2004 года. Упразднено Законом Смоленской области от 25 мая 2017 года с включением всех входивших в его состав населённых пунктов в Усвятское сельское поселение.

## Географические данные
- Общая площадь: 123,77 км²
- Расположение: западная часть Дорогобужского района
- Граничило:
  - на северо-западе — с Ярцевским районом
  - на северо-востоке — с Усвятским сельским поселением
  - на востоке — с Кузинским сельским поселением
  - на юге — с Глинковским районом
  - на юго-западе — с Кардымовским районом
- Крупные реки: Устром, Ужа, Елча.

## Экономика
Сельхозпредприятия, школа, магазины.

## Население
| 2011 | 2012 | 2013 | 2014 | 2015 | 2016 | 2017 |
| ---- | ---- | ---- | ---- | ---- | ---- | ---- |
| 206  | ↘201 | ↘200 | ↘193 | ↗200 | ↘195 | ↘192 |

## Населённые пункты
На территории поселения находилось 9 населённых пунктов:
- Быково, деревня
- Балакирево, деревня
- Боровка, деревня
- Запрудье, деревня
- Михайловка, деревня
- Новоселье, деревня
- Смородиновка, деревня
- Шагаки, деревня
- Шульгино, деревня